# Wanda Lityńska-Sydorenko
Wanda Lityńska-Sydorenko (ur. 8 grudnia 1973 we Lwowie) – polska tenisistka stołowa ukraińskiego pochodzenia, wielokrotna medalistka mistrzostw Polski. Mistrz Sportu ZSRR.

## Kariera
Wanda Lityńska urodziła się we Lwowie jako córka sędziego międzynarodowego – Iwana oraz trenerki tenisa stołowego – Marty. W Związku Radzieckim zdobyła Puchar Związku Radzieckiego oraz jest wielokrotną mistrzynią w kategorii kadetek i juniorów, a w 1991 roku wraz z Oksaną Kuszcz zdobyła mistrzostwo kraju w grze podwójnej. Odnosiła także sukcesy na arenie międzynarodowej: drużynowe mistrzostwo Europy juniorów 1990 w austriackim Hollabrunn, a także dwa brązowe medale tego turnieju w grze pojedynczej i podwójnej, a także wicemistrzostwo Youth Top 12 w 1991 roku.
W latach 1989–1990 reprezentowała swój kraj na międzynarodowym turnieju młodzieżowym w Zawadzkiem, dzięki czemu została zauważona przez działaczy Stali Zawadzkie, której wkrótce została zawodniczką. Z klubem zdobyła drużynowe wicemistrzostwo Polski (1992) oraz brązowy medal drużynowych mistrzostw Polski (1993).
W 1994 roku po otrzymaniu polskiego obywatelstwa, została zawodniczką Wandy Nowej Huty, z którą zdobyła dwukrotnie drużynowe wicemistrzostwo Polski (1995, 1996) i brązowy medal drużynowych mistrzostw Polski (1997), a także mistrzostwo Polski 1997 w grze pojedynczej, wicemistrzostwo Polski 1997 w grze podwójnej z Pauliną Narkiewicz oraz dwukrotnie brązowy medal tego turnieju (1996 z Piotrem Skierskim, 1997 z Tomaszem Redzimskim) w grze mieszanej. W tym samym roku uczestniczyła w mistrzostwach świata 1997 w Manchesterze.
Następnie została zawodniczką Siarki Tarnobrzeg, z którą pięciokrotnie zdobyła drużynowe mistrzostwo Polski (1998, 1999, 2000, 2001, 2002)  oraz dotarła do finału (1999) oraz półfinału Pucharu Europy (2002). Zdobyła także mistrzostwo Polski 1999 oraz brązowy medal tego turnieju 1998 w grze pojedynczej, wicemistrzostwo Polski 1999 w grze podwójnej z Anną Januszyk oraz dwukrotnie brązowy medal tego turnieju (1999 z Anną Januszyk, 2000 z Kingą Stefańską) oraz brązowy medal mistrzostw Polski 1998 w grze mieszanej z Marcinem Kusińskim. W 2000 roku uczestniczyła w mistrzostwach świata w Kuala Lumpur.
W 2002 roku została zawodniczką KTS Sandomierz, w barwach którego zdobyła drużynowe mistrzostwo Polski (2003), po czym przeniosła się do Bronowianki Kraków, w którym w tym samym roku z powodu kontuzji kręgosłupa musiała zakończyć karierę sportową. W 2004 roku przeszła złożoną operację kręgosłupa, która definitywnie wykluczyła możliwość kontynuowania kariery sportowej.

## Sukcesy

### Indywidualne
- Gra pojedyncza
  - Mistrzostwo Polski: 1997, 1999
  - Brązowy medal mistrzostw Polski: 1998
  - Brązowy medal mistrzostw Europy juniorów: 1990
  - Wicemistrzostwo Youth Top 12: 1991
- Gra podwójna
  - Mistrzostwo ZSRR: 1991
  - Wicemistrzostwo Polski: 1997, 1998
  - Brązowy medal mistrzostw Polski: 1999, 2000
- Gra mieszana
  - Brązowy medal mistrzostw Polski: 1996, 1997, 1998
- Najwyższe miejsce w rankingu: 162 (sierpień 2001)[1]

### Drużynowe
Stal Zawadzkie
- Wicemistrzostwo Polski: 1992
- Brązowy medal drużynowych mistrzostw Polski: 1993

Wanda Nowa Huta
- Wicemistrzostwo Polski: 1995, 1996
- Brązowy medal drużynowych mistrzostw Polski: 1997

KTS Tarnobrzeg
- Mistrzostwo Polski: 1998, 1999, 2000, 2001, 2002
- Finał Pucharu Europy: 1999
- Półfinał Pucharu Europy: 2002

KTS Sandomierz
- Mistrzostwo Polski: 2003

## Życie prywatne
Mężem Wandy Lityńskiej-Sydorenko jest piłkarz m.in. Wisły Kraków – Wiktor Sydorenko, z którym ma dwójkę dzieci. Mieszkają w Anglii.